# Den maronitiske kirke
Den maronitiske kirke (eller maronitisk-katolske kirke; maronitiske græsk-katolske kirke) er en af den katolske kirkes 23 særkirker. Kirken følger det byzantinske ritual og bruger syrisk og arabisk som liturgisk sprog, men anerkender paven som religiøst overhoved. Den maronitiske kirke har omtrent 3.100.000 tilhængere, hovedsagelig i Mellemøsten, Syd- og Nordamerika. Kirken er en af de vigtigste religiøse grupper i Libanon, hvor ca. 21% af befolkningen er maroniter.
Kirken skriver sig tilbage til St. Maron, som levede omkring år 400. Kirken begyndte med den klosterorden han grundlagde. I 600-tallet udviklede maroniterne sig til en egentlig kirke, da de var tilhængere af monoteletismen. Patriarken, Johannes Maron, besejrede kejser Justinian II af Byzans. I 1100-tallet indgik kirken en kommunion med pavestolen.
Kirken har politisk set spillet en stor rolle i Libanon i nyere tid. Borgerkrigen i 1975-1990 udspillede sig for en stor del mellem den og muslimerne. Ifølge den såkaldte Nationale pagt (al Mithaq al Watani), skal Libanons præsident være maronit, mens statsministeren skal være sunnimuslim, formanden i parlamentet shiamuslim og viceformanden druser.
Kirken ledes af den maronitiske patriark af Antiochia, som nu har sit sæde i klosteret Bkerké i udkanten af Jounieh nord for Beirut.
Cølibat er ikke et krav til præsterne, men til biskopperne og patriarkerne.

## Struktur
Den maronitiske kirke er organiseret i 23 eparkier (bispedømmer), hvoraf otte er ærkeeparkier. Dertil kommer to eksarkater (bispedømmer udenfor kirkens udbredelsesområde).